# Individu
 (décembre 2018).
Si vous disposez d'ouvrages ou d'articles de référence ou si vous connaissez des sites web de qualité traitant du thème abordé ici, merci de compléter l'article en donnant les références utiles à sa vérifiabilité et en les liant à la section « Notes et références ».
Dans le langage courant, un individu désigne une personne, mais le terme peut avoir des acceptions sensiblement différentes suivant les disciplines.
Le terme vient du latin individuum, « ce qui est indivisible ». Son équivalent provenant du grec est atome, le mot individu désigne actuellement, selon le Dictionnaire de l'Académie française, « une unité organisée ». La notion de l'individu tire son origine de celle du sujet distinct, en tant que personne ayant un corps- identité unique. Parmi ses caractéristiques principales sont l'autonomie et la réflexion, combinées à une conception de l'action, où l'individu est en interaction avec un monde qui lui est extérieur.

## Domaine d'application

### Statistique
En statistique, un individu, un type est un élément d'un ensemble, généralement appelé « population », dont on mesure (ou observe) la valeur qu'il a pour la variable étudiée. Pour une étude sur les catégories professionnelles, un individu observé peut être, par exemple, « un enseignant », « un médecin », « un secrétaire », etc.

### Droit
En droit international, le terme d'individu doit être exclusivement réservé aux personnes physiques selon l'ONU.

### Biologie
- Dans le règne du vivant, l'individu est la plus petite unité (appartenant à une variété, une espèce, un genre, etc.).
- Dans le cycle de reproduction, c'est un spécimen vivant (ou ayant vécu) issu d'une seule cellule.
- En génétique, c'est une unité d'information génétique.

L'individu biologique possède deux caractéristiques essentielles :
- il est original : il n'existe pas deux individus totalement identiques ;
- il est solidaire : toutes ses parties sont interdépendantes et coopèrent à la vie de l'ensemble (ce fait peut amener à assimiler les sociétés à des êtres vivants).

### Métaphysique
En métaphysique, il désigne l'être, et le terme est alors une notion associée à des questionnements dans des disciplines philosophiques, comme l'ontologie.

### Philosophie
L'individu est l'être vivant se caractérisant par ses capacités à être conscient et sensible.
Ces capacités permettant de dire que :
- l'être a un soi ;
- l'être possède des intérêts.

Les intérêts de l'individu pouvant être atteints par autrui, ces capacités lui donnent généralement (suivant le contexte social et moral) l'accès à des droits moraux fondamentaux, tel que (entre autres) le droit à rester en vie, le droit à ne pas souffrir, ou à mourir dans la dignité.
Dans la philosophie existentialiste de Jean-Paul Sartre et Albert Camus l'homme est surtout une individualité par rapport à une nature étrange dans sa généralité. L'homme est donc une unité solitaire perdue dans le monde.

### Sociologie
L'individu s'emploie en sociologie à la fois dans le sens commun d'humain, mais aussi en tant qu'objet d'analyse conceptualisé dans les approches individualistes. Il fait aussi référence au processus d'individuation, un processus social apporté par Georg Simmel pour expliquer la formation de l'individu et de son individualité par l'entrecroisement des cercles sociaux qui s'accroît avec la modernité. En analyse des réseaux sociaux, l'individu désigne une entité sociale spatio-temporellement situable : l'identité sociale typique désignant les êtres humains des sociétés individualistes.
Historiquement, se considérer comme un « individu » n'est pas une réalité qui s'est retrouvée à chaque époque ni dans chaque culture. La notion d'individu inclut une vision de l'humain comme étant autonome et indépendant. Dans certaines cultures les gens se considèrent au contraire comme interdépendants et liés les uns aux autres. Par exemple, durant l'époque féodale en Europe, les gens se considéraient comme des « sujets » et non comme des individus. Aussi, ils s'exprimaient davantage à la première personne du pluriel (« nous ») qu'à la première personne de singulier (« je »).
Pour la sociologie d'orientation marxiste, l'individu salarié est déterminé par sa classe sociale. Seul, il est subordonné aux pouvoirs de ses employeurs ou de l'État ; en collectif, il acquiert une force de résistance, d'opposition ou de proposition. Mais dans la société contemporaine où la conflictualité des classes sociales s'est amoindrie, l'ancienne identité sociale de l'individu se trouve fragmentée dans des particularités multiples. C'est ce qu'on nomme parfois l'individu multicartes. Sous le terme d'egogestion, le sociologue Jacques Guigou a analysé ces particularités de tous ordres dont se réclame l'individu, qui conduisent à l'individualisme et qui affectent aujourd'hui son unité.
Edgar Morin consacre le cinquième tome (L'Humanité de l'humanité, L'Identité humaine) de La Méthode, à la question de la trinité humaine : Individu - Société - Espèce.

### Anthropologie
La notion d'individu est au centre de plusieurs champs anthropologiques, sans toutefois en constituer un à part entière. L'anthropologie a pour tendance de relier les individus à la société dans laquelle ils évoluent et à son contexte global, dans une vision d'interaction et de « co-construction » de ces niveaux. Des auteurs comme Corcuff, Le Bart et de Singly cherchent donc à aller plus loin que la traditionnelle opposition entre individu et société. Le développement historique de la notion d'individu est explorée, tel que le propose Elias, qui stipule que c'est « surtout à partir de la Renaissance, que serait apparue la conscience d’un moi pourvu d’une intériorité; cette conscience nouvelle aurait alors entraîné, dans une perspective à vrai dire européocentrée, une « prédominance de l’identité du moi sur l’identité du nous ». Aussi, dans une perspective paléoanthropologique et tirant sur la neurologie, l'hypothèse de la dépendance au groupe pour le développement du cerveau est émise par des chercheurs comme Ansermet et Magistretti. Ceux-ci avancent que l'organisation sociale et la culture sont des éléments nécessaires à l'activation et à la réalisation des capacités neuronales des individus, ce qui constitue un autre argument en faveur de l'étude des individus et des sociétés comme imbriqués ensemble, et non dissociés.

## Avis et notions relatives
Une théorie défendue par Miguel Benasayag est celle de l'individu séparé du groupe sous l'effet d'un mécanisme « social ». La personne (qu'il oppose à l'individu comme étant liée socialement) travaille à se couper des autres sous la pression sociale, ce qui favorise certains mécanismes qui reposent sur un ressenti individualiste de chacun. Un exemple est la façon dont le regard sur un SDF glisse d'un choc premier vers une certaine habitude, et cette façon de se couper de l'autre pour ne pas ressentir sa souffrance renforce un fonctionnement égoïste de la société.
Ce comportement est d'autant plus inhumain dans l'actuelle société occidentale qu'elle développe tout un environnement culturel destiné à valoriser les qualités individuelles. François Flahault montre par d'autres exemples les raisons culturelles qui conduisent à de telles discordances allant à l'encontre des liens sociaux établis par les individus pour faire face à leur condition humaine.